# 劉文炳 (外戚)
劉文炳（？—1644年），字淇筠，或作洪筠。顺天府宛平县（今北京西南）人，明朝政治人物。崇祯帝生母孝纯皇太后的内侄。

## 生平
崇祯八年（1635年），刘效祖死，刘文炳继嗣封新乐伯。崇祯九年（1636年），升任新乐侯，其祖父、父亲也赠此爵位。十三年，追赠刘文炳祖父刘应元为瀛国公，封其祖母徐氏为瀛国太夫人，文炳升任太傅，其叔父劉继祖、弟劉文燿、劉文照也官至少傅。劉文炳崇好文雅，收藏图书金石彝器。谨厚，不妄交。崇祯帝派他祭祀凤阳祖陵，他推荐史可法、张国维。
崇祯十七年（1644年）三月十六，李自成攻打西直门，崇祯帝派宦官召他和驸马巩永固，刘文炳出崇文门战大顺军。三月十九，李自成陷克北京，他焚烧所藏文物，投井自杀，全家四十二人包括母親杜氏、妻子王氏以及嫁李家吳家的兩妹等均從容就義殉国。弘光帝时，谥忠壮。

## 家族
祖父刘应元，娶徐氏，生女入宫，即崇祯帝生母孝纯皇太后。刘应元早卒。父亲刘效祖，崇祯帝即位后，封为新乐伯。

## 延伸阅读
[在维基数据编辑]
 《明史卷三百》，出自《明史》